# 亀島駅
亀島駅（かめじまえき）は、愛知県名古屋市中村区亀島一丁目にある、名古屋市営地下鉄東山線の駅である。駅番号はH07。

## 歴史
- 1969年（昭和44年）4月1日：開業。
- 2011年（平成23年）2月11日：manaca運用開始。
- 2015年（平成27年）10月19日：可動式ホーム柵使用開始。

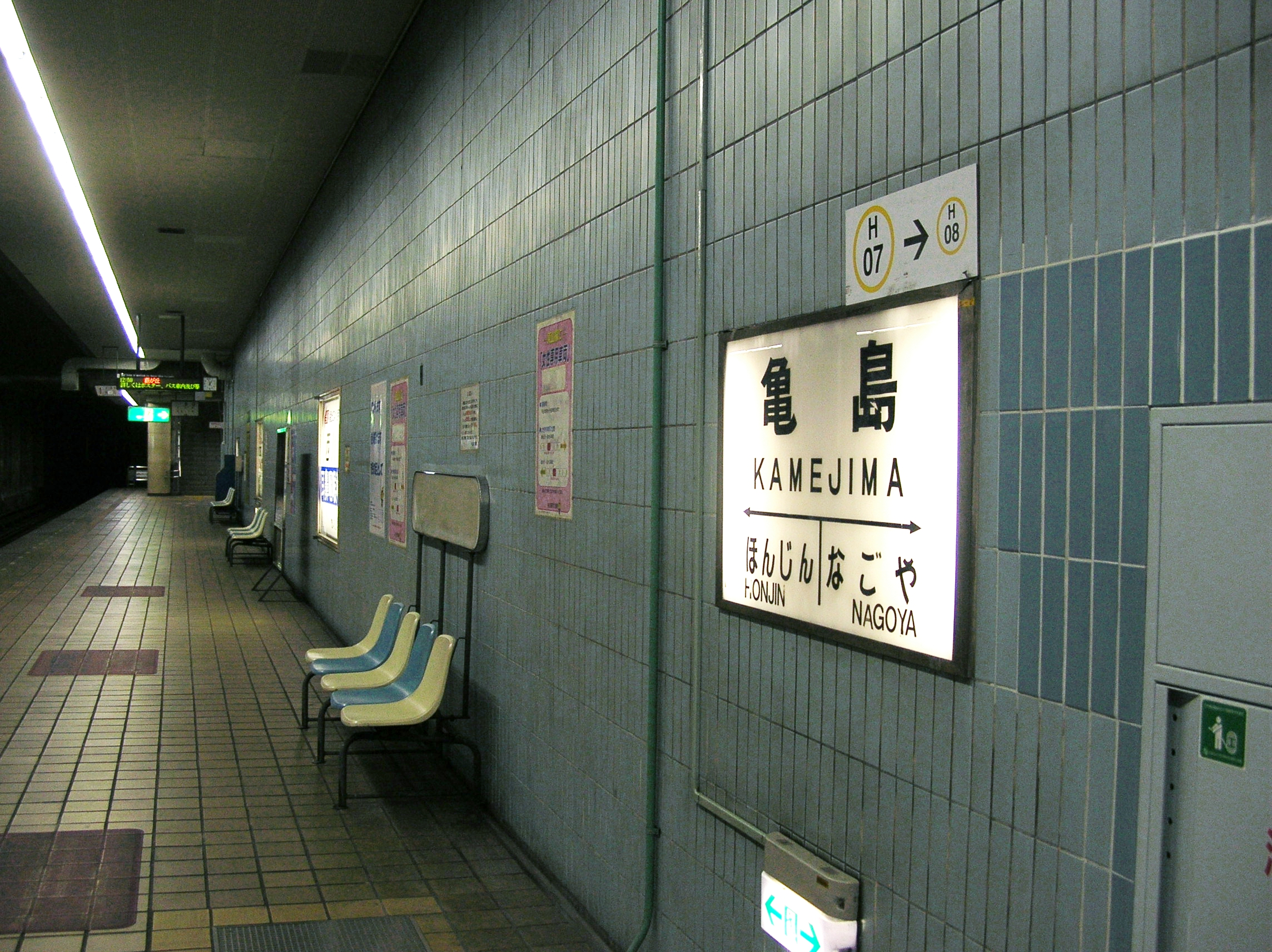
ホーム柵設置・リニューアル前（2006年）

## 駅構造
相対式2面2線のホームを持つ地下駅で可動式ホーム柵が設置されている。
2009年にエレベーターが設置されるとともに駅もリニューアルされた。
当駅は、東山線駅務区名古屋管区駅の管轄である。なお、駅業務は2016年（平成28年）4月1日より縁エキスパート株式会社へ委託されている。
この駅より藤が丘方面、池下駅までは車掌が乗務していたが、2017年（平成29年）7月1日からの全線ワンマン運転化に伴い、車掌乗務は廃止された。
東山線は当駅の東側で名鉄名古屋本線のトンネルと地下で立体交差し（地下鉄が下を通る）、右へカーブして名鉄線・JR線と並行になり名古屋駅へ向かう。

### のりば
| ホーム | 路線   | 行先                   |
| ------ | ------ | ---------------------- |
| 1      | 東山線 | 名古屋・栄・藤が丘方面 |
| 2      | 東山線 | 中村公園・高畑方面     |

改札口は西改札口と東改札口の2ヶ所、出入口は4ヶ所ある。西改札口は1・4番出入口に、東改札口は2・3番出入口にのみつながっている。

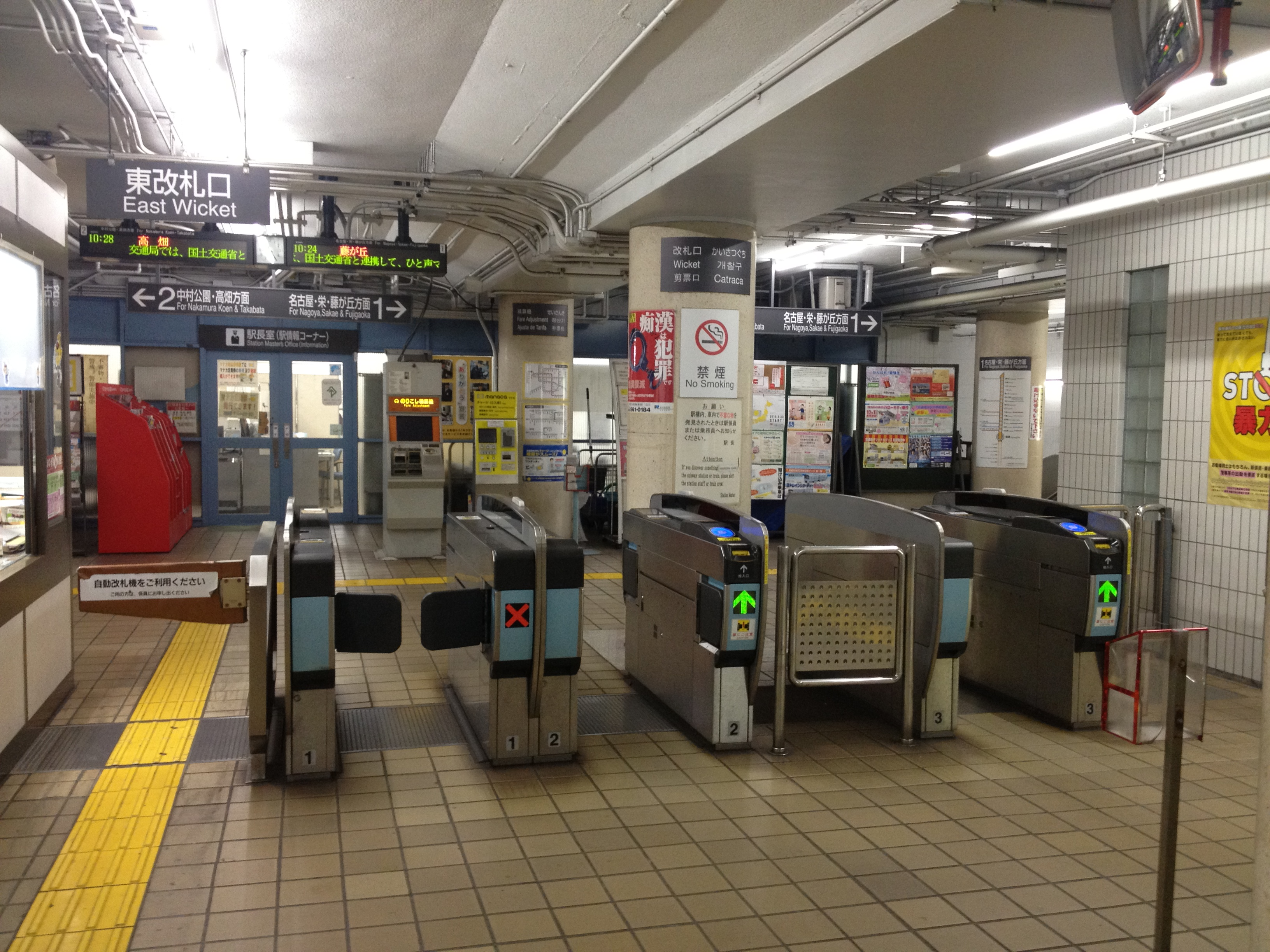
東改札口
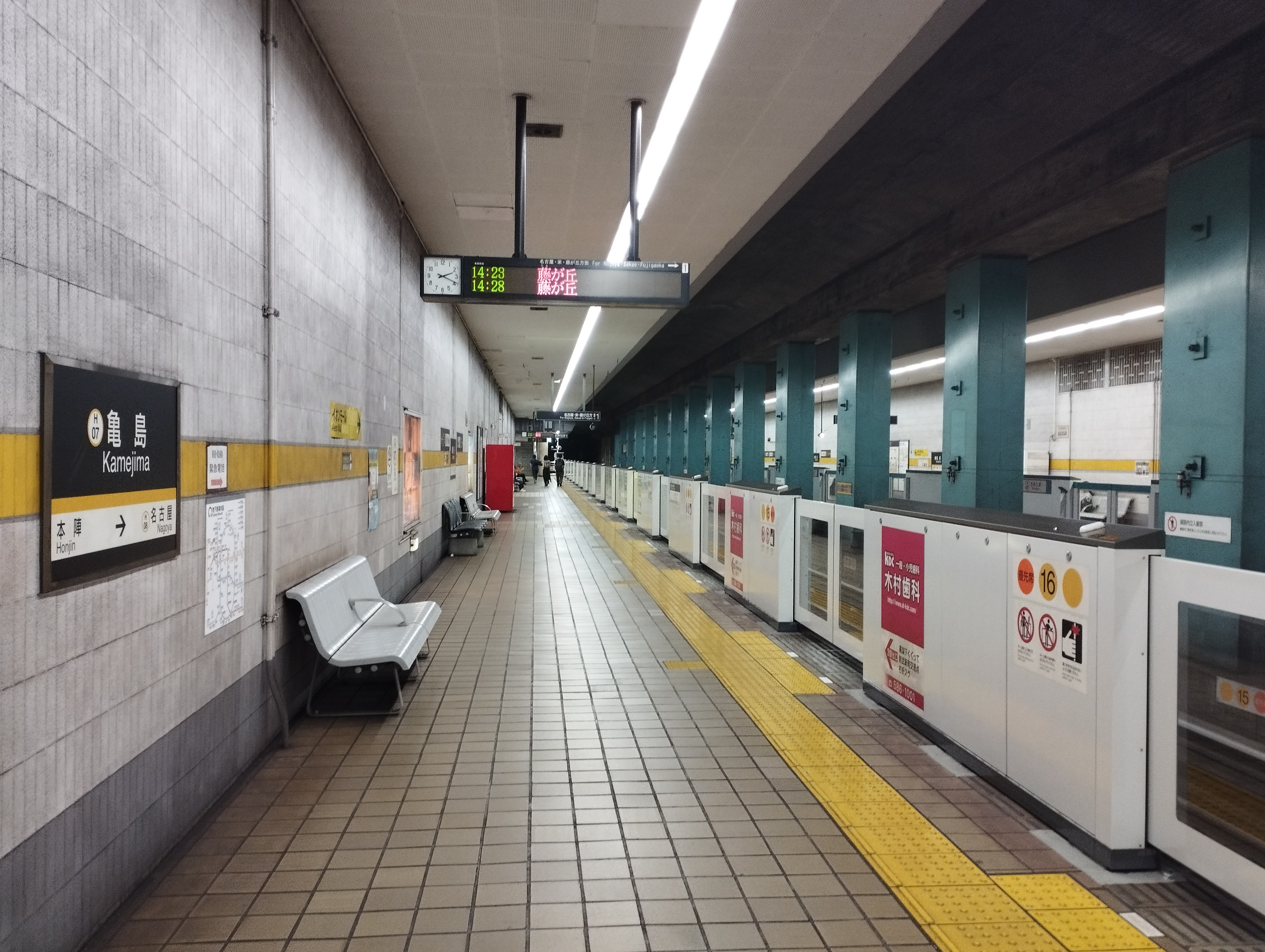
1番ホーム（藤が丘方面）

## 駅周辺

### 周辺の施設
- ノリタケの森
  - ノリタケカンパニーリミテド 本社
  - イオンモール Nagoya Noritake Garden
- トヨタ産業技術記念館
- ヤマナカ 則武店
- 亀島コミュニティーセンター
- 愛美学園 啓明学館高等学校 江西校舎
- 工藤学園 国際調理師専門学校 名駅校
- 栄生駅（名鉄名古屋本線）
- 外堀通（愛知県道200号名古屋甚目寺線）
- 椿町通（名古屋市道椿町線）
- 環状線

### バス路線
駅出入口から直接接続するバス路線は存在しない。最寄りのバス停は、駅から西に250mぐらい向かった所にある名古屋市営バスの「本陣通二丁目」バス停で、以下の路線が乗り入れている。
- 名駅25：名古屋駅 - 本陣通二丁目 - 名古屋駅（豊公橋経由右回り・本陣経由左回り）
- 名駅25：名古屋駅 - 本陣通二丁目 - 豊公橋
- 名駅29：名古屋駅 - 本陣通二丁目 - 名古屋駅（本陣経由右回り・枇杷島スポーツセンター経由左回り）
- 中村巡回：本陣 - 本陣通二丁目 - 稲西車庫

また、通学定期券などの接続指定で東に徒歩10分ほど行った名古屋市営バス「ノリタケの森」バス停からも、以下の路線が利用できる。なおこの「ノリタケの森」バス停はJR高架の東側にあるので、西区に所在する。
- 名駅11：名古屋駅 → ノリタケの森 → 名西橋 → ノリタケの森 → 名古屋駅（循環系統のため2度停車）
- 名駅13：名古屋駅 - ノリタケの森 - 天神山 - 上飯田・中切町（天神山止まりの便あり）
- 名駅25：名古屋駅 - ノリタケの森 - 名古屋駅
- メーグル：名古屋駅 - ノリタケの森西 - ノリタケの森 - 名古屋駅（往路と復路で停車停留所が異なる）

## 隣の駅
名古屋市営地下鉄
 東山線
本陣駅 (H06) - 亀島駅 (H07) - 名古屋駅 (H08)
- ()内は駅番号を示す。